# Antonia de Ipeñarrieta

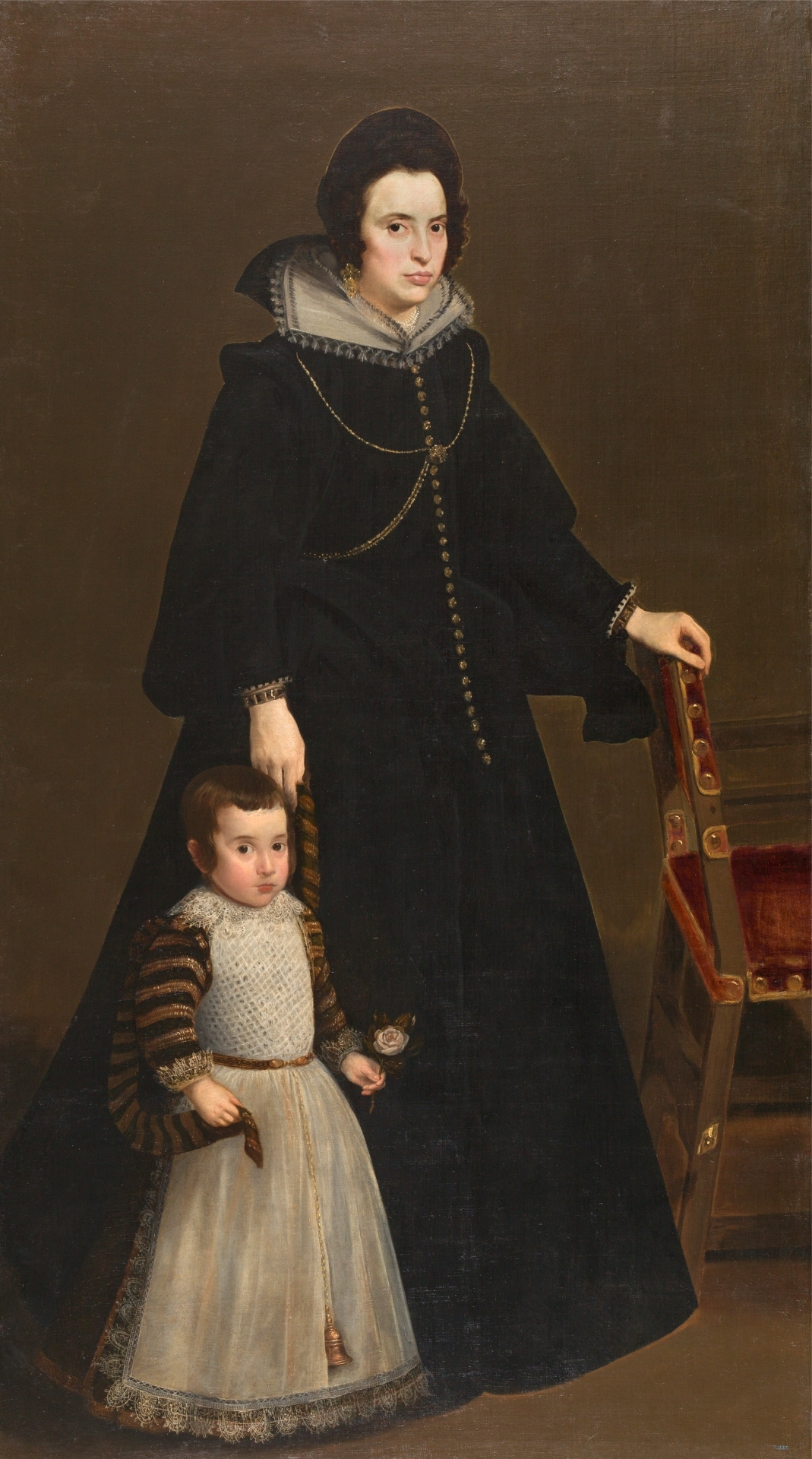
Retrato de Antonia junto a su hijo Luis, por Velázquez (c. 1632)

Antonia de Ipeñarrieta y Galdós (Madrid, entre 1599 y 1603-íb., 19 de agosto de 1635) fue una dama española conocida especialmente por haber sido retratada por Velázquez.

## Biografía
Nació entre 1599 y 1603 en Madrid. Fue hija de Cristóbal de Ipeñarrieta (-1612), consejero del Consejo de Hacienda, y de Antonia de Galdós. Tuvo varios hermanos:
- Pedro, caballerizo del rey Felipe IV y caballero de la orden de Calatrava
- Bernardo, consejero del consejo de Castilla y del de Órdenes.
- María, carmelita en Madrid.

Contrajo matrimonio con el letrado García Pérez de Araciel, que siguió la carrera de magistrado llegando a ser, sucesivamente, consejero del Consejo de Indias, camarista de este consejo y finalmente del Consejo de Castilla.
Sirvió en la casa del príncipe Baltasar Carlos. Tras la muerte de García Pérez de Araciel el 29 de septiembre de 1624, contraería segundas nupcias con Diego de Corral y Arellano en 1627. Su segundo marido era, como el primero, magistrado, llegando a ser consejero del de Castilla, y camarista de este consejo en 1628. 
De este matrimonio tuvo cinco hijos:
- Luis Vicente de Corral (-1639)
- Juan del Corral (1629-), casado con María Tomasa (o Clara) de Idiáquez,[7] alcaide de la fortaleza de Baza.[8]
- Cristóbal del Corral (1630-1680), magistrado que llegaría a ser consejero de Castilla.[2][9]
- Teresa de Corral, muerta en su infancia.
- Isabel de Corral, (-a. 1635).

Murió el 19 de agosto de 1635, un año después que su segundo marido.

## Iconografía
Su mayor notoriedad en la actualidad proviene de haber sido retratada por Velázquez hacia el año de 1632. En este retrato aparece también su hijo Luis. El retrato es pareja del de su segundo marido, Diego del Corral, también por Velázquez.

### Individuales
1. 1 2  Gascón de Torquemada, Gerónimo (1991). «Agosto de 1635». Gaçeta y nuevas de la corte de España. Madrid. p. 381. ISBN 978-84-600-7855-5. Consultado el 27 de diciembre de 2020.
2. 1 2  Barrientos Grandon, Javier. «Félix Cristóbal del Corral Ipeñarrieta». Diccionario biográfico español. Real Academia de la Historia.
3. ↑  Carlos Morales, Carlos Javier de. «Cristobal de Ipeñarrieta». Diccionario biográfico español. Real Academia de la Historia.
4. ↑  Barrios Pintado, Feliciano (2015). La gobernación de la monarquía de España: consejos, juntas y secretarios de la administración de corte (1556-1700). p. 601. ISBN 978-84-340-2266-9. Wikidata Q108915584. Consultado el 26 de mayo de 2023.
5. ↑  Gómez Rivero, Ricardo. «García Pérez de Araciel». Diccionario biográfico español. Real Academia de la Historia.
6. ↑  Rodríguez San Pedro Bezares, Luis Enrique; Martínez, Roberto (2001). Estudiantes de Salamanca. ISBN 978-84-7800-878-0. Consultado el 20 de diciembre de 2023.
7. ↑  Ruiz de Vergara Alava, Francisco (1768). Historia Del Colegio Viejo De S. Barholomè, Mayor De La Celebre Universidad De Salamanca: Que Contiene Las Vidas De Los Cinco Eminentissimos, ... Las Entradas De los que desde el año de 1640. hasta el de 1768. han sido elegido en el Mayor de San Bartholomè. Ortega. p. 554. Consultado el 20 de diciembre de 2023.
8. ↑  Pérez Balsera, José (1935). «Número 560 bis. Areizaga y Alduncín (Juan Carlos de)». Los caballeros de Santiago. E. Maestre. p. 193. Consultado el 20 de diciembre de 2023.
9. ↑  Álvarez Baena, José Antonio (1789). «Christobal del Corral Ipeñarrieta».  En Benito Cano, ed. Hijos de Madrid. Madrid. p. 269.